# Mondo Rescue
Mondo Rescue es software libre de plan de recuperación ante desastres. Soporta Linux (i386, x86-64, IA-64) y FreeBSD (i386). Es empaquetado para múltiples distribuciones (Red Hat, RHEL, Fedora, CentOS, OpenSuSE, SLES, Mandriva, Debian, Ubuntu, Gentoo). También soporta cintas, discos, dispositivos USB, red y CD/DVD como medios de copias de seguridad, múltiples sistemas de archivos, LVM, software y hardware RAID. La restauración se puede realizar de unos medios físicos que incluyan soporte de cintas OBDR, o medios CD/DVD/USB, o por red a través de PXE.
Como se menciona en el Directorio de Software Libre, "el énfasis es en estabilidad y facilidad de uso." Según Ohloh, el desarrollo de Mondo Rescue vale más de 7 millones de dólares.
Mondo usa su distribución de Linux propia llamada Mindi para proporcionar un entorno de arranque favorable para proceder a la restauración de los datos. A diferencia de otras soluciones de clonación de discos, Mondo Rescue no proporciona un CD en vivo listo para usar, en su lugar, el paquete incluido Mindi crea un conjunto de uno o más CD/DVDs utilizando el mismo núcleo Linux y configuración del sistema respaldado. En efecto, este CD/DVD de arranque es personalizado para el equipo respaldado, siendo el objetivo reducir la posibilidad de tener dispositivos faltantes o incompatibilidades en el kernel que puedan surgir por utilizar un núcleo Linux genérico básico en un DVD/CD en vivo pre-generado.